# Sapromyza gestroi
Sapromyza gestroi är en tvåvingeart som beskrevs av Kertesz 1900. Sapromyza gestroi ingår i släktet Sapromyza och familjen lövflugor. Inga underarter finns listade i Catalogue of Life.